# André Higelin
Alphonse Higelin, detto André (26 aprile 1897 – 21 giugno 1981), è stato un ginnasta francese.

## Palmarès

### Olimpiadi
- Argento a Parigi 1924 nel concorso a squadre.
- Bronzo a Anversa 1920 nel concorso a squadre.
- Bronzo a Parigi 1924 nella sbarra.